# I'll Wait for You
Pour plus de détails, voir Fiche technique et Distribution.
I'll Wait for You est un film américain en noir et blanc réalisé par Robert B. Sinclair, sorti en 1941.
Il s'agit du remake du film Jours heureux (Hide-Out), réalisé par W. S. Van Dyke en 1934.

## Synopsis
Lucky Wilson, beau garçon coureur de jupons et gangster à New York, est arrêté par deux détectives. Il parvient à leur échapper mais une balle l'a atteint. Il part se cacher dans la campagne du Connecticut chez une famille d'agriculteurs, les Miller, qui le recueillent et le soignent, et qui ignorent son identité. Jack s'habitue progressivement aux Miller et à la vie à la ferme ; il tombe amoureux de la belle Pauline Miller et décide de changer ses habitudes et de s'amender. Mais la police est à sa recherche.

## Fiche technique
- Titre original : I'll Wait for You
- Réalisation : Robert B. Sinclair
- Scénario : Guy Trosper et Mauri Grashin
- Direction artistique : Cedric Gibbons
- Décors : Edwin B. Willis
- Costumes : Robert Kalloch
- Photographie : Sidney Wagner
- Montage : Elmo Veron
- Musique : Bronisław Kaper
- Société de production : Metro-Goldwyn-Mayer
- Société de distribution : Loew's Inc.
- Pays de production :  États-Unis
- Langue originale : anglais américain
- Format : noir et blanc — 35 mm — image : 1,37:1
- Genre : drame, romance
- Durée : 73 minutes
- Date de sortie : 16 mai 1941 (États-Unis)

## Distribution
- Robert Sterling : Lucky Wilson
- Marsha Hunt : Pauline Miller
- Virginia Weidler : Lizzie Miller
- Paul Kelly : lieutenant McFarley
- Fay Holden : Mme Miller
- Henry Travers : Mr Miller
- Don Costello : sergent Brent
- Carol Hughes : Sally Travers
- Reed Hadley : Tony Berolli
- Ben Welden (en) : Dr Anderson
- Theodore von Eltz : Cassell
- Leon Belasco : Lapagos
- Mitchell Lewis : Al
- Joe Yule : Butch
- Eddie Hart : Joe
- Jerry Jerome : Pete
- Steve Darrell (en) : Napkin Counter
- William Tannen : conducteur